# إبراهيم المضف
إبراهيم مضف المضف (1850-1927) تاجر وسياسي كويتي ، اختاره حاكم الكويت سالم المبارك الصباح للعمل في أول مجلس وطني في الكويت.

## المولد والنشأة
ولد إبراهيم مضف المضف عام 1267هـ الموافق عام 1850 ميلادي ، وهو من أسرة كريمة ميسورة الحال وتعود أصولها إلى قبيلة بنو هاجر ، وعندما إشتد ساعده تعلم فنون الإبحار والتعامل مع البحر في غضبه ورضاه، فعمل ربانا للسفن التجارية ثم تاجر لؤلؤ حتي اصبح رجلا ثريا وزاد ماله وأصبح رجل محسن يفق في تطوير بلده عبر التبرعات الخيرية ومن أهما انه أوقف أرضه الواقعة في جزيرة فيلكا لبناء مسجد ، كما ساهم في تأسيس مسجد المناعي بالشرق – قرب المدرسة الشرقية سابقا – وأوقف عليه عمارة له في مدينة الكويت.

## مساهماته في مجال التعليم
في ليلة 12 ربيع الأول سنة 1328 اجتمع كثير من الناس في ديوان الشيخ يوسف بن عيسى القناعي لسماع قصة المولد النبوي ، ولما انتهى السارد من التلاوة قام ياسين الطبطبائي وألقى في السامعين كلمة جاء فيها: «إنه لا يمكننا الاقتداء بسنة النبي صلى الله عليه وسلم ما لم نعرف سيرته، ولا نعرف سيرته حق المعرفة حتى نتعلمها، ولا يمكننا أن نتعلم ما لم يكن لنا مدارس ومعلمون .. إذا فلنتعاون على فتح المدارس المفيدة»، فكتب الشيخ يوسف بن عيسى كلمة في صدر صحيفة طويلة بين فيها منافع العلم والتعليم ومضار الجهل وضلاله، ووقع تحتها بإمضائه متبرعا بخمسين روبية ، ثم ذهب إلى أهل الخير يدعوهم للتبرع لبناء مدرسة ، فكان إبراهيم المضف أول من تبرع له بمئة روبية، ثم زادها إلى خمسمائة بعدما تبرع لها شملان علي الرومي وأولاد خالد الخضير ، فتأسست المدرسة المباركية سنة 1330 هـ وسميت هكذا نسبة إلى حاكم الكويت آنذاك الشيخ مبارك الصباح.

## الفصل بين المتنازعين
أسند إليه حكام الكويت مهمة الفصل في الخلافات التي قد تنشأ بين العاملين في البحر من الغواصين والملاحين والربابنة ، وأستطاع أن يصرف أمور هذه المهمة بمفرده، فينصرف الخصمان وكل منهما راض بما حكم ثقة فيه واعتقادا بنزاهته حتى قال حاكم الكويت آنذاك الشيخ جابر المبارك الصباح : «إننا نعجب أن الخصمين ينصرفان معا وأحدهما راض والآخر ساخط ، إلا أنك يا إبراهيم ينصرف الخصمان منك وهما راضيان بما حكمت ، وهذه الشهادة العالية كافية بأن تعرف مقام هذا المصلح لدى أمراء البلاد ومواطنيه في وقته.

## حياته السياسية
قاد مع السياسي والتاجر هلال فجحان المطيري أول احتجاج ضد حاكم الكويت مبارك الصباح وهاجر إلى البحرين مع هلال المطيري ، وذلك بسبب رفع الضرائب التي أثرت سلبا على الاقتصاد الكويتي قبل طفرة صناعة النفط في الكويت ، وحينها سافر حاكم الكويت مبارك الصباح إلى البحرين واعتذر عن رفع الضرائب ، وفي عام 1921 اختاره حاكم الكويت سالم المبارك الصباح للعمل في أول مجلس وطني في الكويت.

## ابناءه
قتل اثنين من أبنائه وهما (مضف) و(عثمان) في معركة الصريف (مارس 1901) ، اما إبنه الثالث (مهلهل) فقد قتل في معركة الجهراء في 14 سبتمبر 1920.

## وفاته
توفي في عام 1345هـ الموافق 1927م وقد أشرف على الثمانين ومازالت ذكراه وأعماله الخيرة ومواقفه الإنسانية والوطنية أحاديث تتناقلها الأجيال.